# Distrito de Oporto
El distrito de Oporto (en portugués distrito do Porto) es uno de los dieciocho distritos que, junto con Madeira y Azores, forman Portugal. Con capital en la ciudad homónima, limita al norte con Braga, al este con Vila Real, al sur con Viseo y Aveiro, y al oeste con el océano Atlántico.
Corresponde al núcleo de la provincia tradicional del Douro Litoral. Área: 2331,69 km² (17º mayor distrito portugués). Población residente (2011): 1 817 172 habs. Densidad de población: 779,33 hab./km².

## Geografía
El distrito de Oporto se subdivide en los siguientes 18 municipios:
- Amarante
- Baião
- Felgueiras
- Gondomar
- Lousada
- Maia
- Marco de Canaveses
- Matosinhos
- Paços de Ferreira
- Paredes
- Penafiel
- Oporto
- Póvoa de Varzim
- Santo Tirso
- Trofa
- Valongo
- Vila do Conde
- Vila Nova de Gaia

En la actual división administrativa del país, el distrito está integrado en la Región Norte, repartiéndose sus municipios en las subregiones de Grande Oporto, Ave y Támega. En resumen:
- Región Norte
  - Ave
    - Santo Tirso
    - Trofa

  - Gran Oporto
    - Gondomar
    - Maia
    - Matosinhos
    - Oporto
    - Póvoa de Varzim
    - Valongo
    - Vila do Conde
    - Vila Nova de Gaia

  - Támega
    - Amarante
    - Baião
    - Felgueiras
    - Lousada
    - Marco de Canaveses
    - Paços de Ferreira
    - Paredes
    - Penafiel